# Volta a Lleida
La Volta a Lleida és una cursa ciclista per etapes disputada anualment a la província de Lleida, a Catalunya.
Es va començar a disputar el 1942 ininterrompudament, a excepció d'algunes edicions durant la dècada dels 50 i els 60. La majoria de les seves edicions es van disputar amb caràcter amateur excepte les últimes, a partir del 2005, quan la cursa va ser inclosa en els Circuits Continentals UCI, formant part de l'UCI Europa Tour, en la categoria 2.2. La seva última edició com a professional es va celebrar el 2008, i la cursa va desaparèixer per problemes econòmics.
A partir del 2014 es va tornar a recuperar, un altre cop per a ciclistes amateurs.

## Palmarès
| - 1942: Baltasar Tarrós - 1943: Baltasar Tarrós - 1944: Ramon Massano - 1945: Joan Calucho - 1946: Emilio Mediano - 1947: No es disputà - 1948: Joan Calucho - 1949-1954: No es disputà - 1955: J. Casals - 1956: Lluís Gras - 1957: Andreu Carulla - 1958: Domingo Ferrer - 1959: Angelino Soler - 1960-1963: No es disputà - 1964: Sebastià Segú - 1965: Lluís Mayoral - 1966: Eugenio Lisarde - 1967: Joaquín Pérez - 1968: R. Iglesias - 1969: Antonio Martos | - 1970: Josep Pesarrodona - 1971: Javier Mínguez - 1972: Joan Pujol - 1973: Ramón Medina - 1974: Jesús Líndez - 1975: Fernando Cabrero - 1976: José Luis Mayoz - 1977: Pedro Larrinaga - 1978: Francesc Sala - 1979: Antoni Coll - 1980: Jaume Vilamajó - 1981: Alex Debremaecker - 1982: Miquel Àngel Iglesias - 1983: José Luis Navarro - 1984: José Luis Alonso - 1985: Emili García - 1986: José Luis Ruiz - 1987: José Pedrero - 1988: Dimitri Jdanov - 1989: Vicente Aparicio | - 1990: Fedor Gelin - 1991: Alberto Ortiga - 1992: Sergei Savinotschkin - 1993: Sergei Suleimanov - 1994: Manuel Beltrán - 1995: Eligio Requejo - 1996: Thierry Elissalde - 1997: Denís Ménxov - 1998: José Urea - 1999: Thorwald Veneberg - 2000: Miguel Alandete - 2001: Alexander Rotar - 2002: Jesús Ramírez - 2003: Javier Reyes - 2004: Antonio Arenas - 2005: Branislau Samòilau - 2006: Mikhaïl Ignàtiev - 2007: Francis de Greef - 2008: Lars Boom |

| Any  | Vencedor         | Segon                 | Tercer               |
| ---- | ---------------- | --------------------- | -------------------- |
| 2014 | Adrià Moreno     | Juan de Dios González | José Guillén Montano |
| 2015 | Artem Samolenkov | Dmitriy Strakhov      | Jorge Arcas          |
| 2016 | Óscar Linares    | Elias Tello           | Jorge Bueno          |
| 2017 | Nícolas Sessler  | Iván Martínez         | Iñaki Gozálbez       |
| 2018 | Txomin Juaristi  | Reinier Honig         | Eusebio Pascual      |